# 矢代俊一
矢代 俊一（やしろ しゅんいち）は、 栗本薫の小説に登場する架空のジャズ・ミュージシャン。栗本薫の一連の作品群である『東京サーガ』の世界を舞台としており、森田透、風間俊介、伊集院大介、竜崎晶（天狼星）などが登場する重要な作品であるが、特に『朝日のあたる家』『嘘は罪』『ムーン・リヴァー』に登場した森田透、風間俊介のその後の話でもある。

## 人物像
ソプラノ／アルト・サックス・プレイヤー、フルーティスト。『ジャズ・ジャーナル』誌上での人気投票において、サックス部門、フルート部門で15年連続トップとなり、またCMにも出演するなど、ジャズ・ミュージシャンとしては異例ともいえる極めて高い人気を誇り、《ジャズ界の貴公子》などと呼ばれる。プレイヤーとしての評価も極めて高く、卓越した技巧と類まれなセンスに裏打ちされたそのプレイは、多くの人から天才と評されている。とりわけ、サミー井上（ベース）、結城滉（ピアノ）、森村類（ドラム）と結成した第1期矢代俊一カルテットは、日本ジャズ界のベスト・セレクトであるとの評価を受けた。近年では、作曲家としての活動も活発になり、舞台・ドラマ・CM音楽、ポップス歌手のアルバムなども手掛けるようになった。また、歌手としても活動を始め、なかなかの美声を聴かせている。所属事務所は『ニュー・オリエンタル・グルーヴ』。
風貌は、少女めいた端正な細面の二枚目。長めの明るい栗色の髪、切れ長の二重の目、茶色の瞳。身長174cm、体重約50kg。年齢よりもかなり若く見える風貌と、えくぼのできる笑顔とで、女性からの人気が高い。芸術家らしく非常に繊細な性格だが、音楽のことに関しては熱くなりやすく、相手の見境なくつっかかっていくような強情、頑固で短気なところもある。育ちの良さからか、物や金にあまり執着するところはなく、その外見とあいまってクールな印象を与えるが、実際には極めて人恋しい性格で、おっとりとした、他人を拒めない人の良さを持ち合わせている。
プレイヤーとしては、あまりセンチメンタルなところがない、歯切れがよく理知的なサウンドを特徴としている。また、クールでセンシティヴな雰囲気から、理論派と称されることが多いが、本人の自己評価によれば、極めて感覚的なプレイヤーである。サックスは自分にとっての声である、というように、サックスに対する愛着は極めて強いが、のちにギターやシンセサイザーなども演奏するようになり、怪我のためにサックスの演奏ができなかった時期には、全編シンセサイザーのアルバムなども発表している。極めて敏感な耳の持ち主であり、演奏中のプレイヤーの気分の変化などを即座に聞き取ってしまう。どんな曲でも2度聴けば忘れることはないといい、レパートリーは、完璧に演奏できるものなら2千曲、うろ覚えのものまで含めると5千曲にのぼるという。
作曲家としては、デビュー当時は、正統的なオーソドックスなジャズを創出していたが、その作風は年々激しく変化し、これまでにロック調、ゴスペル風、エスニック風のものからフリージャズまで、極めて幅広い作品を世に送り出している。本人によれば、これは常に同じところに留まっていたくない彼の性向のあらわれであるという。

## 経歴

### 誕生 - 大学中退
1963年2月8日、東京都港区青山に生まれる。
会社社長を務めた父を持ち、かなり裕福な上流家庭の、家政婦付きの広い邸宅で生まれ育った。3歳からピアノとギター、5歳からバイオリンを習っており、それが矢代のミュージシャンへの志向を決定する一因となった。もっとも、ミュージシャンを志した際に、父の猛反対を受けて家を出たために、しばらく親との仲は疎遠になった。だが、ミュージシャンとしての成功を収めてからは和解し、父も彼のアルバムを愛聴するようになったという。
さまざまなトラブルに巻き込まれていることでも知られている矢代だが、そのトラブル体質は幼いころからのものであったらしい。修学院初等部に入学した6歳の時には変質者の若い男に誘拐され、殺されかけたものの無事に解放されるという事件に遭遇している。また、修学院中等部2年だった14歳の時には中年男によるストーカーの被害にあい、半年くらいつきまとわれたあげく、自宅の寝室にまで侵入されるという事件があった。高校1年生の時には、隣のクラスの女子が彼に熱烈に付きまとったあげくに、矢代宛ての遺書を残して自殺未遂をしたこともあったという。
矢代が初めてサックスを手にしたのは、その高校時代のことである。高校の学園祭などで他の生徒たちを熱狂させるなど、たちまち才能を発揮した彼は、その後、一流私大である西北大の文学部に入学。プロを入れても日本で五本の指に入るという名高いビッグバンド、モダンジャズ・ソサエティに入部し、1週間でサックスのレギュラーの座を獲得した。
だが、19歳の夏、誰もジャズになど興味のないところでこそジャズの真髄を究めることができる、という信念から、家を飛び出し、大学も休学して、錦糸町の場末のキャバレー『タヒチ』のバンドマンとなった。その界隈を当時仕切っていた暴力団・小桜組の代貸であった滝川修二との出会いや、ボーイやホステスなどとの交流の中に、さまざまな人々の悲しみと温もりを肌で感じた矢代は、人のありのままの生のありかたを知り、そのことをきっかけとして大きな音楽的な成長を果たすこととなった。だがその頃、激しさを増した小桜組と大政会との抗争に巻き込まれたこともあり、矢代は2ヶ月ほどで『タヒチ』を辞め、その界隈をあとにすることになった。（『キャバレー』）

### デビュー - 第1期カルテット時代
『タヒチ』を離れた矢代は、間もなくして大学を中退し、21歳の時、音楽修業のために単身ニューヨークに渡った。22歳の時、ジャズの世界の登竜門である「モントルー・ジャズ・フェスティバル」に飛び入りでセッションに参加し、そのサックスで何万人もの客を総立ちにさせるという伝説を作り、「ジャパニーズ・ミラクル・サックス・ボーイ」と大いに称えられた。
その伝説をひっさげて帰国した矢代は、日本でもネム・ジャズインに参加して、アメリカの超一流プレイヤーたちと激烈なセッションを行い、ジャズ・シーンの大きな話題となった。日本ジャズ界のニュー・ヒーローとなった矢代は、23歳の時に初めてのアルバム『矢代俊一ファースト』を制作した。
その半年後、24歳になった矢代は、ピアニスト・結城滉と出会った。初対面にして素晴らしいセッションを行った2人は意気投合し、それをきっかけとして、当時、日本ジャズ界のベスト・セレクトとの評価を受けた、第1期矢代俊一カルテット（サックス・矢代俊一、ピアノ・結城滉、ベース・サミー井上、ドラム・森村類）が結成された。
26歳の時、清涼飲料水のCMのために作曲した「ワナビー」が、6万枚のヒットとなった。そのCMに出演した矢代自身の容貌も話題を呼び、矢代は一般からも広く人気を集めるようになり、《ジャズ界の貴公子》などと呼ばれるようになった。続いて「ワナビー」をフィーチャーして制作されたアルバム『矢代俊一セカンド』も大ヒットし、「都会的なニュージャズのブーム到来」などとマスコミにも取り上げられるようになり、矢代の音楽的なキャリアはいったんピークを迎えたかに見えた。
だが、『矢代俊一セカンド』制作直後に訪れた結城の事故死が、大きな転機となった。生涯のパートナーと信じて疑わなかった結城の死に、強い衝撃を受けた矢代は、それからしばらく音楽活動を停止した。それに追い打ちをかけるように、海外志向の強かったサミーが英国へ移住し、森村も自らのバンドを結成したため、第1期矢代俊一カルテットは空中分解状態となった。そして、これ以降、矢代は自らの最大のヒット曲である「ワナビー」を長らく封印することとなった。（『流星のサドル』）

### 第2期カルテット時代
結城の死とバンドの解散を乗り越えることができなかった矢代は、再び日本を離れ、ニューヨークへと渡った。ライブ活動を再開し、2枚のアルバムを発表した27歳の頃から、矢代の音楽性はさまざまな方向へと発展を見せ、オーソドックスなジャズからフリージャズ、ロックからゴスペルまで、同じ人物の作品とは思えないほどにバラエティに富んだ作品を次々と生み出すこととなった。
32歳の時、ニューヨークで知り合い、2枚のアルバムなどで共演したゴスペル・シンガーのテディ・ベイカーと結婚した。当時、テディは重度の麻薬中毒であったため、結婚当初の数ヵ月は、テディの故郷であるボストンでテディの中毒の治療にあたっていた。テディの治療が終了したのち、テディを伴って帰国した。
日本に戻った矢代は、金井恭平のマネージャーであった北原の事務所『ニュー・オリエンタル・グルーヴ』に所属し、間もなくして第2期矢代俊一カルテット（サックス・矢代俊一、ピアノ・高瀬彰、ベース・佐久間将大、ドラム・槙翔一郎）を結成して、日本での活動を再開した。このカルテットでの活動は数年続いたが、高瀬との音楽的な方向性の違いや、佐久間の力量不足などが災いし、第1期と比較すると、その評価はあまり芳しいものではなかった。
だが、矢代自身の評価と人気は相変わらず高く、「水郷ジャズ・フェス」、「森と泉のジャズ・ウィーク」などへの出演をはじめとするライブ活動を精力的に行うかたわら、トレンディドラマの挿入歌の作曲や、往年のアイドル歌手・今西良のアルバムの作曲と演奏などの活動を行っていた。
35歳の時、矢代はプライベートで大きなトラブルに見舞われた。矢代が気付かないうちに、妻のテディの麻薬中毒が再発し、それが原因で麻薬取引のトラブルに巻き込まれたテディが、マフィアに惨殺されるという事件が起こったのだ。それに関連して、矢代もまた台湾系のマフィアに拉致、監禁され、暴行を受けた。その直前に16年ぶりの再会を果たしていた滝川の手により救出されたものの、肋骨骨折など全治6ヶ月の重傷を負い、肺にも損傷を負ったため、サックスの演奏がしばらく不可能になってしまった。さらに、矢代の大学の後輩にあたるベーシストの泉からストーカー行為を受け、退院後初のステージとなった日比谷野外音楽堂でのジャズ・フェスティヴァル（矢代はシンセサイザーのみを演奏し、サックスの代役は金井恭平が務めた）の際に、泉に刃物で襲撃されるという事件も起こった。（『黄昏のローレライ』）
プレイヤーとしてのキャリアは1年ほどの中断を余儀なくされたものの、この間、精力的に作曲活動を行い、シンセサイザーのみで構成されたアルバム『隊商都市』などを発表した。だが、第2期矢代俊一カルテットについては、高瀬が前衛的なジャズを志向する新バンドを結成し、佐久間がアメリカへ音楽修業に出かけたために、解散することとなった。

### 第3期カルテット時代
第2期カルテット解散後、完全ではないものの、サックスの演奏ができるまでには体調は回復し、36歳の時の「森と湖のジャズフェスティヴァル」をきっかけとして、矢代は再びプレイヤーとしてステージに立つようになった。が、固定したメンバーによる自らのバンドを組むことはなく、その時々の流動的なメンバーによって演奏活動を続けるようになった。また、この頃、CM関係の女性ディレクター・高野にストーカー被害を受けるという事件が起こった。
39歳の時、その2年前に主演ミュージカルの音楽監督を担当した縁で知り合った俳優・竜崎晶の紹介で、名探偵・伊集院大介と出会った。この頃、矢代はある脅迫事件に悩まされており、その解決を伊集院大介に依頼したものであった。この時期、脅迫事件のみならず、それに付随して起こったマネージャー北原の事故や、ローディの少年の殺害事件にも矢代は見舞われたが、それらはすべて伊集院の活躍により解決へと導かれた。また、この事件をきっかけとして、矢代は長きにわたった「ワナビー」の封印を解くに到った。（『身も心も』）
40歳の時に出した12枚目のアルバム『オリエンタル』が芸術選奨を受賞し、続いて発表されたアルバム『ワナビー・アゲイン』とそのタイトル曲がジャンルを超えた大ヒットとなった。その翌年にはアルバム『火の鳥』を発表、チョコレートのCMに起用され、そのCM曲「スイート・セプテンバー」がヒット、全国ツアーも成功させた。その翌年、金井恭平の代役として行った小さなセッションで、ピアニスト・森晃市、ドラマー・勝又英二という、まだ若い2人のミュージシャンと出会った。2人との激しくも複雑な交流を重ねるうちに、やがて矢代は、結城の死によって自らの音楽から失われていたものを、勝又のドラムの中に見出した。同時に、森の中にも、未熟ながらも非凡な才能を見出した。（『YOU DON'T KNOW WHAT LOVE IS』）
42歳の時、竜崎晶主演のミュージカル『ヴァニシング・ローズ』で音楽監督と演奏を担当することになった矢代は、これをきっかけとして、サックス・矢代俊一、ピアノ・森晃市、ベース・小田島ヒロム、ドラム・勝又英二というメンバーで第3期矢代俊一カルテットを発足させる決意をする。だが、当初から小田島の力量や音楽に対する姿勢の違いに他のメンバーが不満を感じていたことや、ミュージカルに出演していた俳優・早瀬充とのトラブルに矢代が巻き込まれて怪我を負ったこともあり、大々的な活動は控えるかたちとなった。
小田島に対するメンバーの不満はまもなく表面化し、ライブハウス「エデン」でのライブの直前に勝又と衝突した小田島が演奏を放棄するという事件が起こった。やむなくベースなしでのリハーサルを開始した矢代だったが、この時、密かにライブハウスを訪れていたサミー井上が飛び入りで参加し、小田島の代役を務めた。ライブは大成功に終わり、これによりサミー井上がカルテットに復帰することになり、第3期矢代俊一カルテット（サックス・矢代俊一、ピアノ・森晃市、ベース・サミー井上、ドラム・勝又英二）が正式に発足した。（『朝日のように爽やかに』）
第3期カルテットは極めて順調なスタートを切り、矢代が初めてボーカルを取ったシングル「Love in Coward/ロンリーピアニスト」がヒットするなど、一般ファン、評論家の双方から高い評価を得た。だが、その一方で矢代は、早瀬充による脅迫に悩まされていた。事件を公にしたり、警察沙汰にすることを望まない矢代の意向もあり、なかなか事件解決の糸口は見いだせなかったが、最終的には埠頭を舞台とした早瀬との直接対決がきっかけとなり、滝川の舎弟であった黒田の介入もあって、事件はようやく解決を見た。（『CRAZY FOR YOU』）
その後も、矢代の精力的な音楽活動は継続されており、ジャズのカバー・アルバム『ブルー・スカイズ』がオリコン1位になるなど、相変わらず高い人気を誇っている。

## ディスコグラフィー

### シングル
- 「ワナビー」
26歳の時、第1期矢代俊一カルテットのメンバーとともに、清涼飲料水のCMに出演した際、そのCMのために作曲した曲。矢代俊一の名を一躍メジャーにした出世作であり、6万枚というジャズとしては異例ともいえる最大のヒット曲となった。もともとはCD化の予定はなかったが、CM用の収録の際にスタジオ・ライブで行われたセッションが最高の出来となり、その録音をそのままCD化して発売された。
人間の生の喜び、希望をテーマとして作曲された曲で、難しい複雑な旋律などはなく、非常に明るい、物悲しい響きをもはらみながらも調子のいい、どことなく浮き立ってくるような前のめりの曲である。
タイトルは「WHAT DO YOU WANNA BE」を省略したものだが、同時に「YOU CAN BE WHAT YOU WANNA BE」という意味も込められているという。
コード進行は、
Bm|Em|Bm|%|Em|A|Bm|%|G|%|A|%|Bm|A|Bm|%||
G|A|G|A|G|A|G|A|C|~|
Bm|Em|Bm|%|Em|A|Bm|%|G|%|A|%|Bm|A|Bm|%||
||:G|%|A|%|Bm|A|Bm|%:||
ほとんどの人が認める、矢代の代表曲であるが、矢代自身は最初の1度のセッションのみでこの曲を封印し、10年以上もの長期間にわたって、一度もリクエストに応じることはなかった。その理由としては、この曲の録音直後に起こった、第1期矢代俊一カルテットのピアニスト・結城滉の事故死や、数ある矢代のオリジナル曲の中で、この曲ばかりが注目されることへの反感などがあるという。

### アルバム
『矢代俊一ファースト』
ファースト・アルバム。23歳時に発表。たいへん初々しく、かなりオーソドックスなジャズ・アルバム。代表曲は3曲目に収録されたオリジナルの「ハミングバード」。その他、「ブルースカイ」「エアージン」などを収録。まだ第1期矢代俊一カルテット結成前の作品であり、ピアノは領佐が担当している。
『矢代俊一セカンド』
「ワナビー」の大ヒットを受けて制作されたセカンド・アルバム。26歳時にクランベリー・レーベルより発表。マイルス・デイヴィスを連想させる、ともいわれるほどに王道を行くジャズ・アルバム。収録曲の半分をスタンダード、半分をオリジナルで構成されている。日本ジャズ界最高のカルテットと云われた、第1期矢代俊一カルテットによる唯一のアルバムであり、いまだにこれを矢代俊一の最高傑作である、とする声も多い。
「ライブ一発録音」をコンセプトとし、青山のライブハウス《エデン》で行われた2日間のレコーディング・ライブにより、「ワナビー」を除くすべての楽曲の収録がなされた。「ワナビー」についてはCM撮影時のテイクが、そのまま収録されている。他「ブルースカイ」「マイ・ファニー・ヴァレンタイン」「酒とバラの日々」などを収録。
『海へ――この世の果てまで』
30歳前後の頃に発表されたアルバム。青い海を背景に、長髪をふわりとなびかせた矢代俊一の横顔が浮かび上がらせた写真をジャケットとしたアルバム。その美しいジャケットも評判となり、このアルバムがきっかけとなって女性ファンが一気に増えたという。『ワナビー・アゲイン』のヒットまでは、矢代の最大のヒット・アルバムであった。「ディープ・リヴァー」などを収録。
『サイクロプス』
通算5枚目のアルバム。それまで比較的オーソドックスなジャズ・アルバムを制作していた矢代が、がらりとその雰囲気を変え、初めて前衛的、フリージャズ的な作品に挑んだ意欲作。最初に短いテーマが登場したのち、何十分かにわたって矢代が一曲を吹き続けるというような、極めて奔放な作品となっている。
『（タイトル不明）』
通算6枚目のアルバム。前作『サイクロプス』から、またがらりと雰囲気を変え、かなりロック寄りの楽曲で構成されている。
『（タイトル不明）』
通算7枚目のアルバム。前作同様、かなりロック寄りの楽曲で構成されている。
『（タイトル不明）』
通算8枚目のアルバム。前作から再び作風を大きく変化させ、全編フルートの演奏による、ゴスペルを中心とした、素朴で牧歌的なアルバムとなっている。のちに彼の妻となるゴスペル・シンガーのテディ・ベイカーと共演している。
『（タイトル不明）』
通算9枚目のアルバム。基本的には前作と同じく、フルートによるゴスペル路線の楽曲が収録されている。
『グッバイ・ニューヨーク』
通算10枚目のアルバム。前作から少し間をあけて発表された。基本的にはゴスペル路線を継承しているが、本作ではフルートだけでなく、サックスも演奏しており、全体として重たい感じの作品となっている。ゴスペルだけでなく、オリジナルも収録されているが、中にはエイト・ビートの曲などもあり、かなりジャズ色は薄められている。
『遥かなるエイジア』
通算11枚目のアルバム。前作から少し間をあけて発表された。前作までのゴスペル路線は影をひそめ、エスニック風、バリ島風、タンゴ、初めてシンセサイザーを使用したニューエイジ風の音楽など、全編オリジナルの楽曲が収録されている。中には矢代自身の作詞により、矢代自身が歌った曲も収録されている。
『隊商都市』
シンセサイザー・オンリーのアルバム。35歳時に重傷を負い、1年ほどプレイヤーとしての活動が停止していた時期に作曲したオリジナル曲で構成されている。「あじさい」「この世の果てるところまで」「女王ゼノビア」などの佳作を収録。
『オリエンタル』
通算12枚目のアルバム。芸術選奨受賞作。矢代俊一がプレイヤーとしての復帰を果たした作品で、矢代による打ち込みによって制作された。全編に日本語の歌詞がつけられ、エイト・ビート中心の琵琶、琴、笛、お囃子、ガムラン、シタールなども使用した作品となっており、ジャズ色は極めて薄いものの、極めて強い浮揚感を持った作品である。代表曲は、矢代俊一のプレイヤーとしての完全復活の舞台となった「森と湖のジャズフェスティヴァル」において、金井恭平カルテット＋フルーティスト矢代俊一によって演奏された表題作「オリエンタル」。ジャケットは、チャクラ紋様を浮き立たせた東洋的なイラストをバックに、アルトサックスを吹く矢代の写真。矢代自身の意向により、CDだけでなく、レコードでも同時に発売された。
『フェニックス』
39歳時に、『オリエンタル』に続く作品として構想されていたアルバム（その後、完成したかどうかについては不明）。表題曲「フェニックス」、クラシックのフルオーケストラと共演する「ジャズ・シンフォニア」、金井恭平とのツイン・サックスによる曲などの収録が予定されていた。
『ワナビー・アゲイン』
40歳時に発表されたアルバム。それまでの矢代のキャリアの中で最大の、ジャンルを超える大ヒット・アルバムとなった。ジャズ色が希薄で東洋趣味の強かった『オリエンタル』と比較して、純ジャズへの回帰が見られている。「イエスタデイズ」などを収録。
『火の鳥』
41歳時に発表されたアルバム。チョコレートのCM曲となった「スイート・セプテンバー」などを収録。
『ブルー・スカイズ』
ジャズのカバーアルバム。オリコンで1位を獲得した。収録曲に「ブルースカイ」「NEVER LET ME GO」など。
『ファンタジア』
木漏れ日の差し込む森の中を、うつむき加減に歩く矢代俊一の写真をジャケットとしたアルバム。
『エデン』
矢代が精神的に低調で、鬱っぽい時期に出したアルバムで、矢代による打ち込みによって制作された、『オリエンタル』と並んで東洋色の強いアルバム。全体的に暗い曲調の楽曲で構成されており、このアルバムを聴きながら、女性ファンが自殺するという事件が起こった。代表曲は「エデン」。
『ファンダメンタル・シンデレラ』
矢代が打ち込みによって制作したアルバム。
『（タイトル不明）』
「レフト・アローン」、「朝日の当たる家」などを収録としたカバーアルバム。

### その他の主な音楽活動
その他の音楽活動としては、以下のものがある。
- 舞台音楽（『不思議の国のアリス』『ゲットアップ!』など）、ドラマ挿入曲の作曲。
- 歌手・今西良のアルバムの作曲および演奏。
- 「水郷ジャズ・フェス」、「森と泉のジャズ・ウィーク」をはじめとする、数々のジャズフェスティヴァルへの参加。

## 主な関係者
滝川修二
暴力団・田沼組系小桜組門下城東会会長。大柄なたくましい体格で、若いころは極めて非情なことで知られた。独身で、家族は皆無だが、若い頃に大阪である女に産ませた、顔も名も知らない息子がいるらしい。無学ながらも音楽に対して意外なほど鋭い感性を持っており、小桜組の代貸時代に矢代と知り合った際には、彼の最初の理解者ともいうべき存在となった。小桜組と大政会の抗争の際に、右腕を失ったものの、その後、江東区界隈を仕切る城東会の会長となった。矢代が35歳の時に、さまざまなトラブルに巻き込まれた際には、その庇護者的な存在として、矢代を再三にわたって救出した。彼の死後、矢代は彼に捧げる曲「ブルース・for T」を作曲した。
テディ・ベイカー・ヤシロ
矢代俊一の妻。ボストン出身の白人の元ゴスペル・シンガー。金髪。ニューヨークで矢代と知り合って結婚した。幼少時に親類から性的虐待を受けたことなどをきっかけとして、重度の麻薬中毒者となっていたが、矢代と結婚してまもなく治療に成功し、矢代とともに日本へやってきた。だが、慣れぬ異国での暮らしに、アルコール中毒と睡眠薬中毒を悪化させ、最後には再び麻薬にも手を出すようになってしまった。
結城滉
第1期矢代俊一カルテットのピアニスト。華族の家柄でもある、容姿端麗の一族としても知られる有名な音楽一家の三男として生まれた。3歳の時からピアノを始めて才能を発揮し、ピアノで天下を取ってやろうという野望を抱いていたが、矢代と出会ってからは、彼のサックスを支えることに専念するようになった。だが、矢代との激しいセッションの繰り返しから腱鞘炎に苦しめられるようになった。
サミー井上
第1期矢代俊一カルテットのベーシスト。日本ジャズの大御所であり、老巧で冷静なベーシストとして、世界的にも名が知られている。190cmの大男。英国人の父を持つハーフで、もともと海外志向が強かったこともあり、結城の死からまもなくしてカルテットを脱退し、渡英して永住宣言した。のちに長いブランクを経て、再び矢代とカルテットを組むこととなった。
森村類
第1期矢代俊一カルテットのドラマー。大阪出身。音大の出で、若いころはパワフルで野望に満ちたドラマーとして知られていた。優れた技巧と何にも縛られない自由な発想を特徴としており、のちに前衛を志向するようになった。
金井恭平
たたき上げのジャズ・サックス奏者。160cmそこそこの小柄ながら、学生時代にボクシングで鍛えた頑強な体の持ち主。あだ名は《ボス》。矢代と同じ事務所の所属で、同じサックス奏者ながら、繊細な矢代とは対照的な、骨太でワイルドな主張の強い音を特徴とする。矢代が若いころから非常に慕っている先輩でもある。学生時代から憧れの存在であった新藤麗子にまつわる事件で殺人を犯し、8年間服役していた。その事件に絡んで救った少女サチとのちに結婚した。息子にタケル。娘に由姫。
北原
矢代俊一のマネージャーにして、所属事務所『ニュー・オリエンタル・グルーヴ』の社長。ジャズを心底愛する昔気質の太った中年男。もとは金井恭平のマネージャーであった。第1期カルテット解散後、矢代がニューヨークから帰ってきた頃から、矢代のマネージャーを務めるようになった。
高瀬彰
第2期矢代俊一カルテットのピアニスト。若いころから将来を嘱望された理論派で、前衛・フリージャズを志向している。テクニックは優れていたものの、音楽性の違いから、必ずしも矢代と相性がよいとはいえなかった。矢代が事件に巻き込まれて入院していた時期に、自分のユニット結成の決意を固め、カルテットを脱退した。その後もしばしば矢代とはステージ上で共演している。
槙翔一郎
第2期矢代俊一カルテットのドラマー。堅実な腕の持ち主で、若いころから、いずれは日本のジャズシーンの中核となる存在であると云われた。第2期カルテットが解散したのちも、主として矢代のバックでドラムを務めた。
佐久間将大
第2期矢代俊一カルテットのベーシスト。バンドマンとして人柄の良さは認められていたものの、テクニックに劣り、カルテットの足を引っ張っていると批判された。本人もそのことは自覚しており、矢代が事件に巻き込まれて入院していた時期にカルテットを脱退し、アメリカへ音楽武者修行に出かけた。
森晃市
ジャズ・ピアニスト。矢代と出会ったときには22歳の大学生で、西北大文学部に在籍していた。もともと矢代の大ファンで、矢代の経歴を追うように西北大ジャズ研に入り、レギュラーを取った。小柄で色白、華奢な体格の美青年で、ふちなし眼鏡もしくは銀縁眼鏡をかけており、風貌はハリー・ポッターに似ていると云われる。
勝又英二
ジャズ・ドラマー。矢代と出会ったときには28歳で、すでにプロとしての活動を始めていた。170cmに少し足りないくらいのすらりとした体型で、眉は薄く、目つきは鋭い。中卒で、高校の入学式で暴力騒ぎを起こして少年院行きとなり、そこを出てすぐに単身東京へ出て来たという。
ジム・コッドマン
アメリカの老ブルースマン。矢代のことを天才と認め、彼をホーリー・チャイルド・オブ・ミュージックと呼んだ。矢代にとってはアメリカの父親か年長の兄ともいうべき存在で、彼とテディとのことを見守っていた。
竜崎晶
圧倒的な演技力がある実力派の人気若手俳優。きつい目元と優しい口元が特徴の、中性的な美青年。彼が主演した舞台音楽を矢代が3回担当した縁で、彼と知り合い、矢代とのコラボレーション・ライブにダンサーとして出演した。
伊集院大介
名探偵。矢代が脅迫事件に巻き込まれた際に、竜崎晶の紹介で事件の解決に携わった。詳細は伊集院大介を参照。
黒田吾郎
暴力団・城東会会員。滝川の忠実なボディガード。端正な顔立ちだが、右の目の上からほほにかけて、赤いやけどの痕がある。
泉秋人
西北大ジャズ研のベーシスト。小柄なきつい顔立ちの若者。矢代の10年以上後輩に当たる。矢代への強い崇拝心からストーカー化し、カルテット入りを拒絶されたのを逆恨みした。
葛木
ジャズ・クラブ「ジャム・イン」のオーナー。結城滉の才能と人物を愛しており、その死をいたく悼んでいた。「水郷ジャズフェスティヴァル」の協賛者の一人として、企画制作にもかかわっていた。
久保隆
キャバレー『タヒチ』の元ボーイ。矢代と同年で仲が良かった。のちに風俗店の店長になった。
英子
キャバレー『タヒチ』の元No.1ホステス。矢代の初体験の相手でもある。『タヒチ』のボーイだった山辺にストーカー行為を受け、殺害された。
金
キャバレー『タヒチ』の元ピアニスト。韓国人。
中村
キャバレー『タヒチ』の元ドラマー。のちに小桜組組員となり、幹部にまで昇進した。
浅井
キャバレー『タヒチ』の元ベーシスト。小桜組と大政会の抗争が激しくなったおり、大政会に走ろうとして小桜組に捕えられ、見せしめとして指を詰められた。
今西良
元アイドル歌手。矢代がそのアルバムの作曲と演奏とを手がけた

## 登場作品

### 長編
- 『キャバレー』

角川書店 1983年9月30日発行 / ISBN 4-04-872368-5
角川文庫 1984年12月10日発行 / ISBN 4-04-150007-9
ハルキ文庫 2000年6月18日発行 / ISBN 4-89456-704-0
- 『死はやさしく奪う』

角川文庫 1986年1月25日発行 / ISBN 4-04-150011-7
カドカワノベルズ 1990年12月25日発行 / ISBN 4-04-770953-0
- 『黄昏のローレライ キャバレー2』

ハルキ・ノベルス 2000年10月8日発行 / ISBN 4-89456-264-2
- 『身も心も 伊集院大介のアドリブ』

講談社 2004年8月1日発行 / ISBN 4-06-212512-9
講談社文庫 2007年3月15日発行 / ISBN 978-4-06-275671-6
- 『流星のサドル』

クリスタル文庫 2006年5月1日発行 / ISBN 4-415-08891-0
| #  | タイトル                                                 | 発行日            |
| -- | -------------------------------------------------------- | ----------------- |
| 1  | 『YOU DON'T KNOW WHAT LOVE IS』（上下）                  | 2007年12月30日    |
| 2  | 『朝日のように爽やかに Softly, As In A Morning Sunrise』 | 2008年8月17日発行 |
| 3  | 『CRAZY FOR YOU』                                        | 2008年12月30日    |
| 4  | 『NEVER LET ME GO』                                      | 2009年8月16日     |
| 5  | 『BLUE SKIES』                                           | 2009年10月25日    |
| 6  | 『ROUND MIDNIGHT』                                       | 2009年12月30日    |
| 7  | 『THE MAN I LOVE』                                       | 2010年3月14日     |
| 8  | 『WHAT ARE YOU DOING THE REST OF YOUR LIFE』             | 2010年8月15日     |
| 9  | 『GENTLE RAIN』（上下）                                  | 2010年12月30日    |
| 10 | 『CARAVAN』                                              | 2011年3月21日     |
| 11 | 『亡き王女のためのパヴァーヌ』                           | 2011年8月14日     |
| 12 | 『LOVE FOR SALE』（上下）                                | 2011年12月30日    |
| 13 | 『SUMMERTIME』                                           | 2012年4月1日      |
| 14 | 『SOUL EYES』                                            | 2012年8月12日     |
| 15 | 『WILLOW WEEP FOR ME』                                   | 2012年10月8日     |
| 16 | 『SKYLARK』                                              | 2012年12月30日    |
| 17 | 『IT AIN'T NECESSARILY SO』（上下）                      | 2013年8月11日     |
| 18 | 『MORE THAN YOU KNOW』                                   | 2013年11月4日     |
| 19 | 『ボレロ』                                               | 2013年12月30日    |
| 20 | 『DEVIL MAY CARE』（上下）                               | 2014年8月16日     |
| 21 | 『AS TIME GOES BY』                                      | 2014年10月19日    |
| 22 | 『SENTIMENTAL JOURNEY』（上下）                          | 2014年12月28日    |
| 23 | 『ANGEL EYES』                                           | 2015年8月15日     |
| 24 | 『MY ONE AND ONLY LOVE』                                 | 2015年12月29日    |

| #       | タイトル                                          | 発行日         |
| ------- | ------------------------------------------------- | -------------- |
| 1&2     | 『テンダリー／明るい表通りで』                    | 2009年3月8日   |
| 3&4     | 『GEE, BABY, AIN'T I GOOD TO YOU / SMILE』        | 2010年10月31日 |
| 5&6     | 『聖夜ーサイレント・ナイト/VERY SPECIAL MOMENT』  | 2010年12月30日 |
| 外伝7&8 | 『Bei Mir Bist Du Schonー素敵な貴方ー/EIJI 29歳』 | 2011年10月9日  |
| 9       | 『ラ・ヴィ・アン・ローズ』                        | 2013年3月4日   |
| 10&11   | 『悪魔を憐れむ歌/レイジー・アフタヌーン』         | 2014年3月9日   |
| 12&13   | 『夜のタンゴ/タンゴ碧空』                         | 2015年3月8日   |
| 14&15   | 『アリヴェテルチ・ローマ／牧神の午後への前奏曲』  | 2015年10月18日 |
| 16&17   | 『BLACK ROSES／ブルーレディに赤いバラ』           | 2016年3月21日  |

| # | タイトル             | 発行日        |
| - | -------------------- | ------------- |
| 1 | 『OBLIVION――忘却――』 | 2016年8月12日 |
| 2 | 『トゥオネラの白鳥』 | 2016年10月2日 |

### 短編
- 短編集『黄昏の名探偵』
  - 徳間書店 2003年10月31日発行 / ISBN 4-19-861747-3
  - 徳間文庫 2007年3月15日発行 / ISBN 978-4-19-892570-3
    - 「あの夏――Morning Light」
- 同人誌『浪漫之友』第10号
  - 浪漫倶楽部 2007年7月1日発行
    - 「座敷わらし キャバレー外伝」
- 同人誌『GIG!』
  - 天狼プロダクション 2008年12月30日発行
    - 「The Days of Wine and Roses 酒とバラの日々」

## 映画化作品
- 『キャバレー』（角川映画）

## ミュージカル化作品
- 『キャバレー』（天狼プロダクション）